# Eduard Friedrich Eversmann
Alexander Eduard Friedrich Eversmann (Wehringhausen, 23 gennaio 1794 – Kazan', 14 aprile 1860) è stato un biologo ed esploratore tedesco.

## Biografia
Eversmann nacque in Vestfalia e studiò presso le università di Marburgo, Halle, Berlino e Tartu. Si laureò in filosofia ed ottenne il dottorato in scienze liberali ad Halle nel 1814, mentre a Tartu si laureò come dottore in medicina e chirurgia nel 1817. Nei successivi tre anni viaggiò negli Uralimeridionali raccogliendo campioni ed inviandoli a Martin Lichtenstein presso l'università di Berlino.
Eversmann progettò per lungo tempo un viaggio in Asia centrale per raccogliere campioni di storia naturale. Studiò lingue, costumi e la religione musulmana dei popoli locali. Nel 1820 si recò a Bukhara travestito da mercante, un viaggio che descrisse in Reise Orenburg nach Buchara (1823), con un'appendice di storia naturale di Lichtenstein. Nel 1825 viaggiò con una spedizione militare a Khiva. Nel 1828 fu nominato professore di zoologia e botanica all'università di Kazan'. Nei successivi trent'anni scrisse numerose pubblicazioni venendo considerato il pioniere della ricerca su flora e fauna della steppa sudorientale russa tra il Volga e gli Urali.
Il suo nome è stato dato a numerosi uccelli (quali il codirosso di Eversmann), a farfalle (come la parnassiana di Eversmann) ed a falene (come la rustica di Eversmann).
Nel campo dell'erpetologia è conosciuto per aver descritto due nuove specie di lucertole, la Darevskia praticola e la Darevskia saxicola.